# Willemia neocaledonica
Willemia neocaledonica är en urinsektsart som beskrevs av Wanda M. Weiner 1991. Willemia neocaledonica ingår i släktet Willemia och familjen Hypogastruridae. Inga underarter finns listade i Catalogue of Life.